# Kutyalevél
A Kutyalevél (feröeriül: Hundabrævið) egy középkori feröeri dokumentum. 1350-ból származik, és a Juhlevélhez hasonlóan az akkori norvég alaptörvény, a Landslóg kiegészítése volt. Egy korabeli másolatát a tórshavni nemzeti archívumban őrzik.
A Løgting által megalkotott Kutyalevél sajátos kiegészítése a Landslógnak. Szabályozza a falvakban tartható kutyák számát: nem mindenki tarthatott kutyát, és az ebtartás egyetlen elfogadott célja a juhok és szarvasmarhák terelése volt. A dokumentum alapján az embereknek joga volt a kutya gazdájától az állat elpusztítását követelni, amennyiben az veszélyeztette az emberek vagy a lábasjószág biztonságát.
Számos feröeri település első írásos említése a Kutyalevélből származik.